# Cultura de México

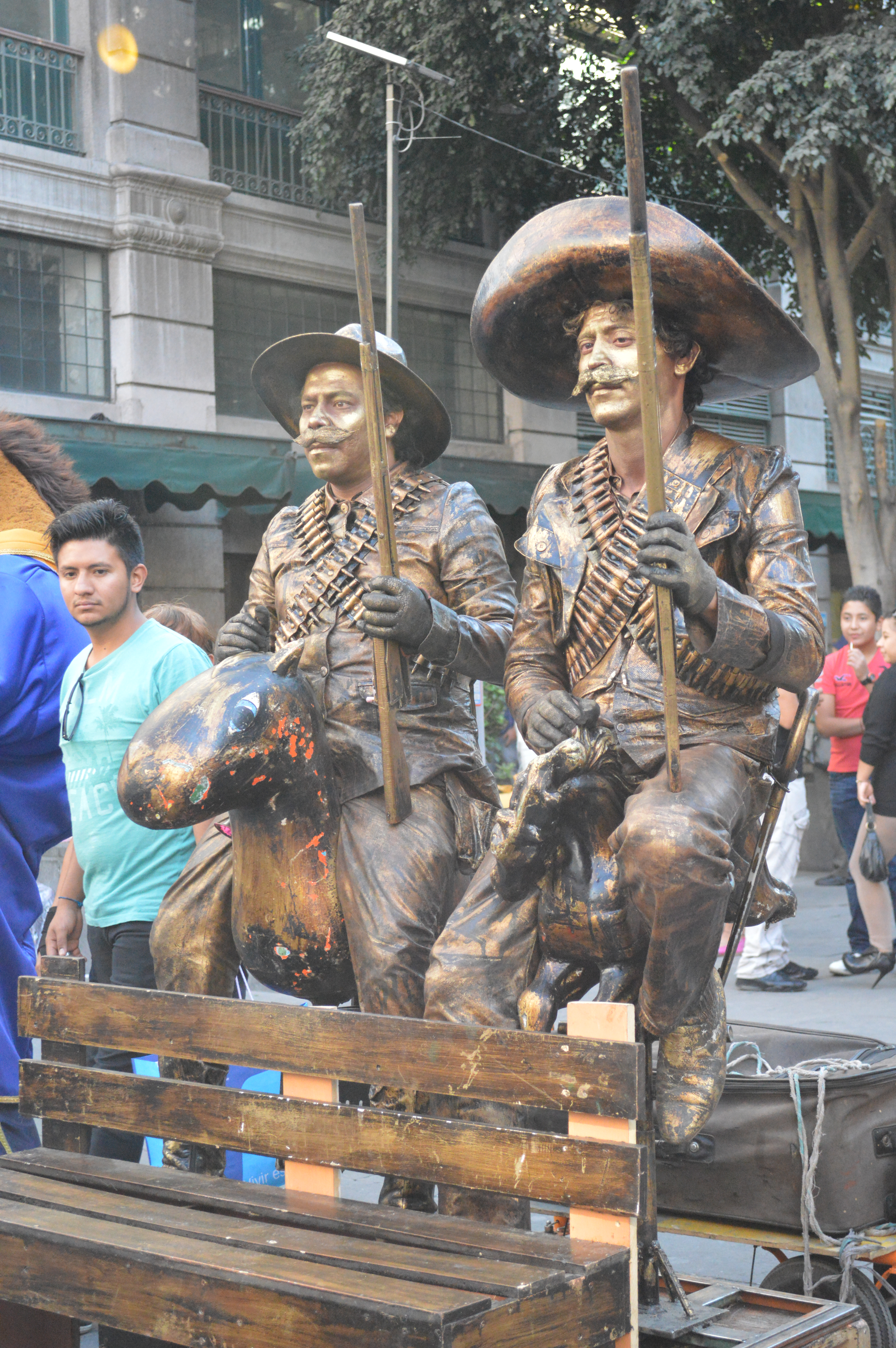
Estatuas vivientes disfrazadas de charros que representan a dos soldados de la Revolución mexicana en la Ciudad de México, una muestra de la rica cultura del país.

La cultura de México refleja la complejidad de su realidad presente, de su pasado histórico y de su trayectoria hacia el futuro. En lo que se ha dado a llamar los mexicanos, su identidad nacional, influyen elementos culturales de las más diversas índoles: lo moderno, lo antiguo y lo reciclado. La forma de vida en México incluye muchos aspectos de los pueblos prehispánicos del período virreinal. Está emparentada con las costumbres del resto de los países hispanoamericanos.
México ha cambiado rápidamente durante el siglo XIX. El estado con más riqueza cultural en México era entonces el estado de Veracruz. En varias formas, la vida contemporánea en las ciudades, ha llegado a ser muy familiar a la de las ciudades en los Estados Unidos y Europa. La primera Encuesta Nacional de Cultura 2003, elaborada por la Universidad Nacional Autónoma de México, se aplicó en viviendas a 4,050 personas de 15 años o más, en 27 estados del país, en diciembre de 2003. En todos los casos, los resultados se presentan tanto a nivel nacional como desagregados por las características sociodemográficas de la población –género, edad, escolaridad, ingreso y ocupación –, así como por región, municipio por tamaño de población y para el Distrito Federal (hoy la Ciudad de México), Monterrey y Guadalajara. Los resultados señalan que el consumo y las prácticas culturales de los mexicanos estaban altamente relacionados con los niveles de escolaridad y de ingresos. Sin embargo, la mayoría de los pueblos mexicanos siguen la forma de vida de sus antepasados. Más del 90% de la población vive en ciudades de más de 200,000 habitantes. Las áreas urbanas más grandes son la Ciudad de México, Guadalajara y Monterrey.
La cultura de México es muy rica, pues mezcla elementos de diversos periodos, desde aspectos prehispánicos y del periodo virreinal, hasta modernos. La riqueza cultural se nutre, además, gracias a los alrededor de 62 pueblos indígenas, sucesores de las sociedades prehispánicas, que hablan variantes o dialectos de un total de sesenta y ocho lenguas o idiomas, de las cuales el náhuatl es el que cuenta con un mayor número de hablantes, en una población se concentra en una zona que comprende la Ciudad de México y los estados de Guerrero, Hidalgo, Morelos, San Luis Potosí, el estado de México, Puebla y Veracruz. El 22%-30% de la población indígena total del país vive en las tres principales ciudades: Monterrey, Cancún y Guadalajara.[cita requerida]
La riqueza natural del país, su pluralidad y sus valores, por lo tanto, proporcionan características muy propias a “lo mexicano”.  En la mayoría de los pueblos, se respetan los usos y costumbres de los antepasados; sin embargo, más del 85 por ciento de la población mexicana vive en las grandes ciudades, como la Ciudad de México y Monterrey, y se han adaptado a los cambios que ha traído consigo la modernidad.[cita requerida]
Uno de los aspectos culturales más relevantes y antiguos es la pintura mexicana, ya presente desde el México prehispánico en construcciones y en códices, y durante el período virreinal, en los conventos. En el siglo XX, alcanzó renombre mundial con artistas que expresaron en sus trabajos la crítica social, como los muralistas David Alfaro Siqueiros, José Clemente Orozco y Diego Rivera. Al lado de este último, pero con independencia artística, está Frida Kahlo, cuya obra está llena de sentimiento y dolor, en cuadros en los que ella misma es el tema central. Otros artistas destacados son José Luis Cuevas, Rufino Tamayo y Francisco Toledo.[cita requerida]
La arquitectura ha desempeñado también un papel importante en la historia. Las civilizaciones mesoamericanas tuvieron un gran desarrollo estilístico y el urbanismo tuvo gran empuje, como ejemplo están las ciudades de Teotihuacán y México-Tenochtitlán. Con la llegada de la monarquía hispánica se introdujeron nuevos estilos, como el barroco y el manierismo, en las catedrales y edificios; más tarde se introduciría el neoclasicismo. Una de las construcciones más representativas de la modernización es el Palacio de Bellas Artes,  que reúne el Arte Nouveau y el Arte Decó.  En la arquitectura moderna, podemos citar a Juan O’Gorman y a Luis Barragán, cuyo trabajo combinó el misticismo religioso y el rescate de las raíces nacionales, integrando en su obra a la naturaleza.  
Otra característica fundamental de la cultura mexicana es su gastronomía, la cual fue reconocida como Patrimonio Inmaterial de la Humanidad por la UNESCO el 16 de noviembre de 2010. La gastronomía mexicana reúne ingredientes que datan de la época prehispánica, como el maíz, el chile, el cacao, el aguacate y el nopal, con otros que fueron influencia virreinal, como las carnes, el arroz y el trigo. Las bebidas, como el pulque, el tequila o el mezcal, también son muy características.
En lo referente a la música y como símbolos de identidad cultural se encuentran el son, la canción ranchera y el mariachi (que fueron difundidos por el cine nacional), la música norteña, la de banda y el corrido. El cine mexicano, considerado un promotor fundamental de la identidad del mexicano, tuvo su primera Época de Oro entre las décadas de los años 1930 y los años 1950, cuando la producción cinematográfica en el país era la más poderosa de los países de habla hispana. De esta época destacan figuras como Dolores del Río, Pedro Armendáriz, María Félix, Pedro Infante, Luis Aguilar, Jorge Negrete, Mario Moreno «Cantinflas» y Germán Valdés «Tin Tan», entre otros. Entre el final del siglo XX, y principios del XXI surge una segunda Época de Oro, en la cual destacan ya no las industrias sino sus representantes, quienes son reconocidos en todo el mundo como los mejores. Como ejemplos Alejandro González Iñárritu, Alfonso Cuarón, Guillermo Arriaga, Guillermo del Toro, Emmanuel Lubezki, Carlos Cuarón, Gael García Bernal, Diego Luna y otros a principios de los años 20.

## Idiomas de México
En México se habla principalmente el español como lengua materna hablado por el 99% de la población. Sin embargo también existen hablantes de variantes o dialectos de un total de sesenta y ocho lenguas o idiomas indígenas, la más hablada de los cuales es el náhuatl.

## Religión
México es, al menos según lo estipulado en la Constitución Política de los Estados Unidos Mexicanos de 1917, un Estado laico, es decir, en el que la iglesia y el Estado deben funcionar de forma completamente independiente la una del otro. Cuando el gobierno callista comenzó a impedir actividades referentes al culto religioso e incluso a castigar a quienes ostentaban imágenes en público, muchos ciudadanos católicos y gran parte del clero católico lucharon contra los abusos gubernamentales e infringieron derrotas al ejército mexicano en la llamada Guerra Cristera. Al verse rebasado, el gobierno acordó amnistía con la alta jerarquía católica. Muchos de los cristeros entregaron las armas, y entonces el gobierno realizó matanzas contra esos líderes cristeros en la década de 1920. El conflicto concluyó con un mutuo acuerdo y una nueva legislación que otorgó personalidad jurídica a las iglesias. Sin embargo, la legislación mexicana aún desconoce el derecho de los ministros de culto a ser votados.
El contexto de las iglesias en México es diverso y amplio; aunque la religión católica predomina en el país, cada vez es más frecuente que otras creencias religiosas se vienen abriendo paso y creciendo (como los evangélicos).
La religión católica en México representa actualmente el culto más importante y extendido del país. Se estableció en el siglo XV, con la llegada de la monarquía hispánica a los territorios mexicanos.
Después de la conquista de Tenochtitlan, la monarquía hispánica mandó traer evangelizadores a tierras mexicanas, que llegaron a Texcoco, donde comenzó la evangelización: tres frailes, entre ellos fray Pedro de Gante, enseñando latín, castellano, artes y oficios, instituyen el primer catecismo en lengua náhuatl y edifican la primera capilla en México, llamada la “Capilla de la Enseñanza o Capilla de Gante”.

### Libertad de cultos
En México no existe una religión oficial. Desde la promulgación de las leyes de Reforma en 1859 se estableció la libertad de cultos. Al respecto, algunos datos estadísticos relativos a las prácticas religiosas en México:
- Catolicismo 76.5%
- Protestantismo 6.3%
- Adventistas del Séptimo Día 2%
- Pentecostalismo 1.4%
- Testigos de Jehová 1.1%
- Otros 3.8%
- Mormones (según la IJSUD, en México existen 1,234,545 miembros de esta asociación religiosa)
- Ejército de Salvación
- Cristianismo ortodoxo
- Menonitas
- Ateísmo 3.1%
- Otras religiones 0.3%
- Mitología azteca
- Mitología maya
- Santería
- Bahaísmo
- Budismo
- Judaísmo
- Islam
- Datos sin especificar 13.8%

### Tradiciones religiosas

#### Reyes Magos
El pasaje del Evangelio que llegó a la Nueva España a través de los frailes españoles para la evangelización en la primera mitad del siglo XVI, habla de que los Santos Reyes llegaron de Oriente siguiendo la estrella y como estudiosos de la ciencia llegan a Belén, donde encuentran al Niño Dios a quien le ofrecen sus regalos: Incienso al Dios, Oro al Rey y Mirra al Hombre. (Ávila, 2006)

En México se recuerda este acto de los frailes (reyes) españoles hacia el niño Jesús el día 6 de enero. El 5 de enero los niños suelen escribir una carta a los tres Reyes Magos en la que piden un regalo a cada uno: Melchor, Gaspar y Baltazar. Los niños tienen que haber sido buenos durante el año para recibir lo que pidieron. En la noche del 5 al 6 de enero, los Reyes Magos dejan los regalos bajo el árbol de Navidad para que el 6 de enero, Día de Reyes, los niños los vean. El 6 de enero se reúne la familia y se come Rosca de Reyes, en la que se encuentran escondidos algunos muñecos de plástico. Las personas a quienes les toque el muñeco deben preparar tamales, atole o poner la casa para la fiesta de la Candelaria.

#### La Candelaria
En la Fiesta de la Candelaria, efectuada el 2 de febrero, se celebra a la Virgen de la Candelaria. Se hace una fiesta con atole y tamales en la que se reúnen amigos y familia. En algunas partes de México se acostumbra cuidar a un muñequito de niño Dios y llevarlo a misa, mientras que en otras partes se llevan mazorcas a la iglesia para que sean bendecidas tanto estas como las siembras por venir. En otros lugares, como Tlacotalpan, Veracruz, se celebra a la Virgen con mañanitas y desfiles; también se le pasea por río a la virgen y se presenta al niño Dios ante el templo.

#### La Semana Santa
En México, la Semana Santa. En esta se conmemora la muerte de Jesús por los hombres. En estas fechas vemos distintos desfiles, manifestaciones populares y representaciones de lo sucedido con Jesús. Una representación muy popular es la del Viernes Santo donde en la celebración del Vía Crucis se puede ver a un joven o señor que carga la cruz como lo hizo Jesús y se clavan a ella. Esta representación es muy impresionante. En los canales locales se transmiten películas religiosas. En estas fechas no se trabaja ni hay clases. En algunos pueblos, se avientan globos de aguas por las calles en el sábado de gloria y se hacen fiestas con sinfín de comida. Sin embargo también encontramos que los jóvenes se van de fiesta y es una época donde ocurren muchos accidentes.

#### El Día de Muertos
En el Día de Muertos o Día de Todos los Santos, se ponen ofrendas para los difuntos. En dichas ofrendas se pone la foto de las personas que recuerdan y a su alrededor se llena de comida, frutos, flores, artículos y bebidas que ellos disfrutaban. La creencia es que en algunas latitudes del país, se distinguen algunas fechas, además de los días 1 y 2 de noviembre, se menciona el 28 de octubre como la llegada de las personas que murieron por un tercero, a los niños y niñas el día 1 de noviembre y a los adultos el día 2 de noviembre. Llegan a la ofrenda y toman la esencia de todo lo puesto en ella para recordar cuando estaban vivos. En las escuelas se hacen festivales y se dicen "calaveras" (chistes de la muerte entre otros). En las casas se comen hojaldras y pan de muerto.

#### La Navidad
La Navidad es una de las fiestas más importantes para México ya que es un país de la religión católica. En este día se va a misa y se celebra el nacimiento del Niño Dios. Los mexicanos se juntan con toda la familia, la cual viaja de todos lados para estar unida este día. Previamente se hacen posadas, se cantan y actúan representaciones de como José y María tocaron de casa en casa hasta que unas nobles personas les abrieron y permitieron que el Niño Jesús naciera. En Navidad se toma ponche, se arrulla al Niño, se rompen piñatas y se come mucho. Antes de Navidad comienza Nochebuena, donde se reparten regalos.

## Manifestaciones artísticas

### Pintura

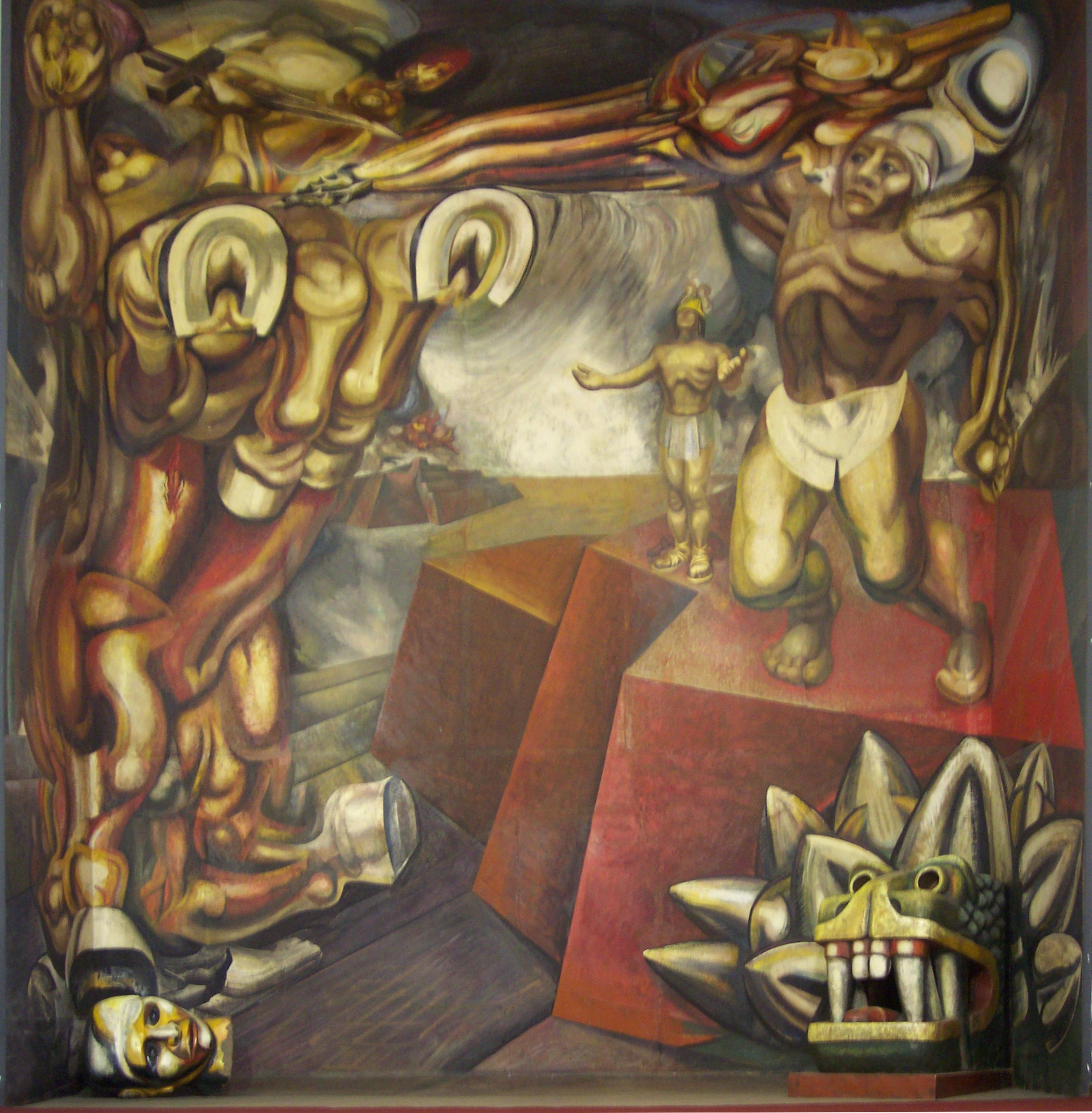
Mural de David Alfaro Siqueiros en el Tecpan

La pintura es una de las artes más antiguas de México. La pintura rupestre en territorio mexicano tiene unos 7500 años de antigüedad, y se ha manifestado en las cuevas de la península de Baja California. En el México prehispánico está presente en edificios y cuevas, en los códices mexicas, en la cerámica, en los atuendos y la religión, etc.; ejemplo de ello son las pinturas murales mayas de Bonampak o las de Teotihuacán, las de Cacaxtla y las de Monte Albán.
La pintura mural tuvo un importante florecimiento durante el siglo XVI, lo mismo en construcciones religiosas como en casas de linaje; tal es el caso de los conventos de Acolman, Actopan, Huejotzingo, Tecamachalco y Zinacantepec. Se dice que fueron principalmente pintores indígenas dirigidos por frailes los que las realizaron. Estos se manifestaron también en manuscritos ilustrados como el Códice Mendocino.
Por un tiempo se creyó que el primer pintor europeo radicado en la Nueva España fue Rodrigo de Cifuentes, artista apócrifo a quien incluso llegó a atribuírsele obras como El bautizo de los caciques de Tlaxcala, pintura del retablo mayor del Ex Convento de San Francisco en Tlaxcala. Entre los pintores nativos estuvo Marcos Aquino. La religiosidad de los novohispanos hizo que la pintura fuera importante para la evangelización de la sociedad, los frailes se dieron cuenta de las habilidades gráficas de los indígenas, quienes enriquecieron el estilo barroco y manierista. Fue relevante la llegada de múltiples pintores europeos y de algunos alumnos novohispanos, como Juan Correa, Cristóbal Villalpando o Miguel Cabrera, quienes hicieron de los muros y retablos la principal fuente de expresión ideológica y política de los artistas.
La pintura del siglo XIX tuvo una influencia romántica muy marcada, los paisajes y los retratos fueron la mayor expresión de esta época. Hermenegildo Bustos es uno de los pintores más apreciados de la historiografía del arte mexicano. Destacan también en estos años Santiago Rebull, José Salomé Pina, Félix Parra, Eugenio Landesio y su célebre discípulo, el paisajista José María Velasco Gómez, así como Julio Ruelas.
La pintura mexicana del siglo XX ha alcanzado renombre mundial con figuras como David Alfaro Siqueiros, José Clemente Orozco, Joaquín Clausell, Frida Kahlo y Diego Rivera, generación de idealistas que marcaron la imagen del México moderno ante fuertes críticas sociales y económicas. La escuela oaxaqueña rápidamente obtuva fama y prestigio, difusión de una cultura ancestral y moderna, se observa la libertad de diseño en cuanto al color y la textura de los lienzos y murales como periodo de transición entre el siglo XX y el siglo XXI.
Algunos de los pintores más destacados en el siglo XXI: Patricia Calvo Guzmán. Estudió pintura en Beijing. Su obra, de marcada influencia oriental, rememora las figuras de papel recortado de México y de China, mezclándolos con una rica gama cromática; Eliseo Garza Aguilar, pintor y performista considerado entre los principales exponentes del arte provocador y reflexivo del Tercer Milenio; en busca de una respuesta crítica de los espectadores, combina su obra pictórica en las performances con el histrionismo teatral; Pilar Goutas, pintora que utiliza el óleo sobre soporte de amate, con fuerte influencia de Jackson Pollock y la caligrafía china; Rafael Torres Correa fija su residencia en México en 2001 y se integra al taller de arte contemporáneo “La Polilla” en Guadalajara, y realiza diversos proyectos plásticos y escenográficos.

### Arquitectura

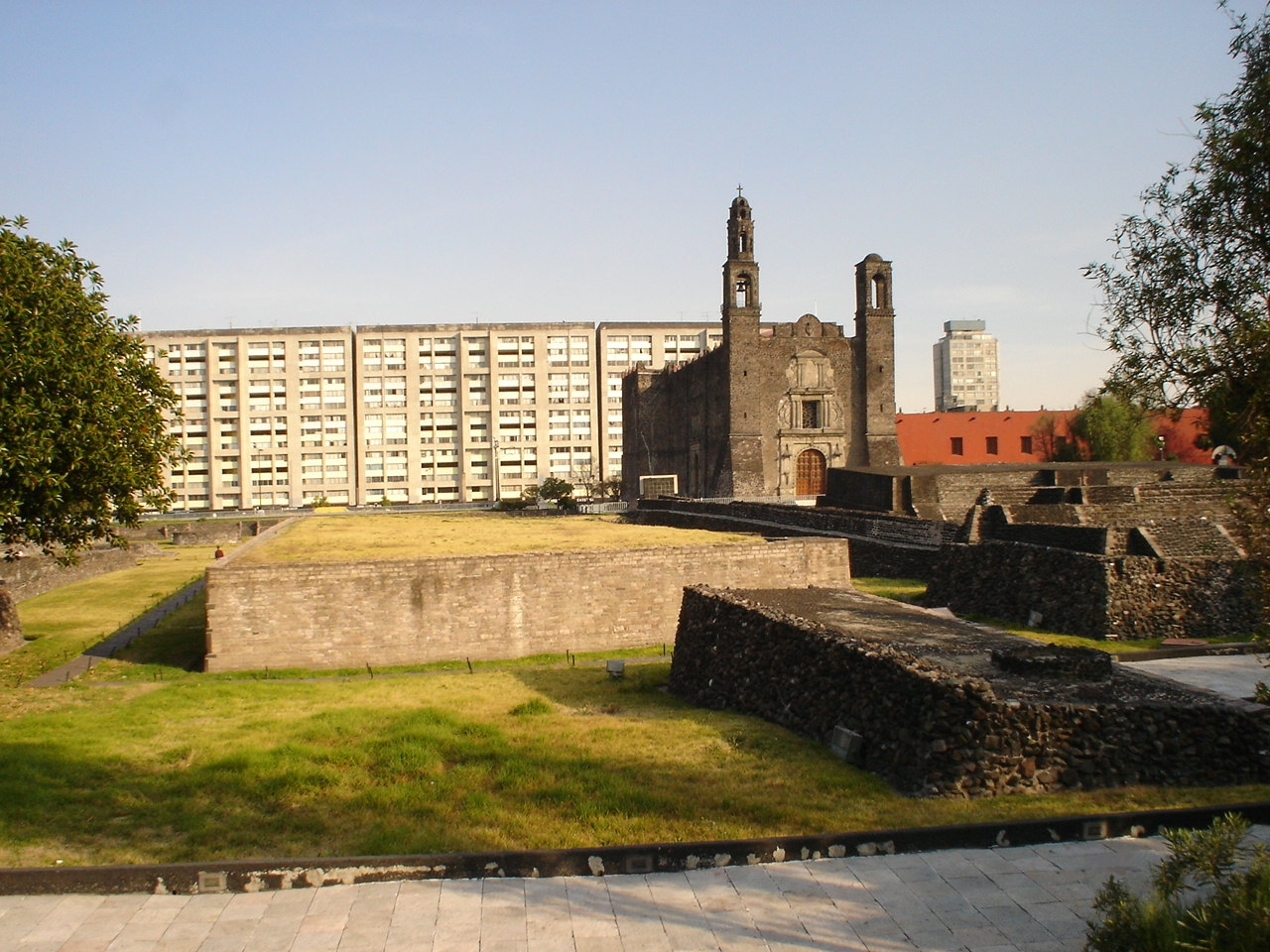
La Plaza de las Tres Culturas

La presencia del hombre en el territorio mexicano ha dejado importantes hallazgos arqueológicos de suma importancia para la explicación del hábitat del hombre primitivo y del hombre contemporáneo. Las civilizaciones mesoamericanas lograron tener gran desarrollo estilístico y de proporción en la escala humana y urbana, la forma fue evolucionando de la simplicidad a la complejidad estética; en el norte del país se manifiesta la arquitectura de adobe y de piedra, la vienda multifamiliar como lo podemos apreciar en Paquimé; y la vivienda troglodita en cuevas de la Sierra Madre Occidental.
El urbanismo tuvo un gran desarrollo en las culturas prehispánicas, donde podemos observar la magnitud de las ciudades de Teotihuacán, Tollan-Xicocotitlan y México-Tenochtitlan, dentro del urbanismo ambientalista destacan las ciudades mayas al ser incorporadas a la monumentalidad de sus edificios con la espesura de la selva y complejas redes de caminos llamados sacbeob.
Con la llegada de los españoles se introdujeron teorías arquitectónicas del orden clásico y formalidades arábigas, al construirse los primeros templos y conventos monásticos; se proyectaron modelos únicos en su tipo que fueron la base de la evangelización de los pueblos indígenas marcando su ideología dentro del estilo arquitectónico denominado tlaquitqui (del náhuatl; obrero o alarife), años más tarde el barroco y el manierismo se imponen en grandes catedrales y edificios civiles, mientras que en zonas rurales se construyen haciendas o fincas señoriales con tendencias mozárabes.
En el siglo XIX el movimiento neoclásico surge como respuesta a los objetivos de la nación republicana, uno de sus ejemplos son el Hospicio Cabañas donde la plástica estricta de las órdenes clásicas están representadas en sus elementos arquitectónicos, también surgen nuevos edificios religiosos, civiles y militares que demuestran la presencia del neoclasicismo. Los romanticismos por un pasado visto a través de la arqueología muestran imágenes de la Europa medieval, islámica y el México prehispánico en la forma de elementos arquitectónicos en la construcción de pabellones feriales internacionales buscando una identidad propia de la cultura nacional. El art nouveau, y el art decó fueron estilos introducidos dentro del diseño del Palacio de Bellas Artes para marcar el carácter identitario de la nación mexicana con simbología greco-romana y prehispánica.
La arquitectura moderna en México tiene una desarrollo importante en la plasticidad de la forma y el espacio, José Villagrán García desarrolla una teoría de la forma que marca la pauta de enseñanza en muchas escuelas de arquitectura del país dentro del funcionalismo. El surgimiento de la nueva arquitectura mexicana nace como orden formal de las políticas del estado nacionalista, que buscaba la modernidad y la diferenciación de otras naciones. Juan O'Gorman fue uno de los primeros arquitectos ambientalistas en México, desarrollando él la teoría "orgánica", tratando de integrar al edificio con el paisaje dentro de los mismos planteamientos de Frank Lloyd Wright. En la búsqueda de una arquitectura nueva que no semejara a los estilos del pasado logra una manifestación conjunta con la pintura mural y el paisajismo.
Después del terremoto de la Ciudad de México de 1985, se comienzan a edificar muchas unidades habitacionales de interés social, y los lugares que estaban destinados para parques recreativos pasaron a ser sustituidos por dichas unidades, a pesar de que el suelo no era viable para estas construcciones. Ejemplo de estas edificaciones son las situadas en Tultitlán, en el Estado de México.
La Escuela de Jalisco fue una propuesta de esos movimientos sociopolíticos que demandaba el país. Luis Barragán logró conjuntar la forma del espacio con formas de la arquitectura rural vernácula de México y países del Mediterráneo (España-Marruecos), integrando un colorido impresionante que maneja la luz y la sombra en distintas tonalidades abriendo una mirada al minimalismo internacional.
La arquitectura mexicana es un fenómeno cultural que nace de la ideología de gobiernos nacionalistas del siglo XX la cual fue dando forma a la imagen de identidad por su colorido y abigarramiento de elementos ornamentales heredados de culturas ancestrales, de formas clásicas, monumentales; y posteriormente la incorporación del modernismo y las tendencias vanguardistas de corte internacional.

### Cine
La primera vez que se pudo ver una película en el cine mexicano fue en el año 1895, gracias a sus inventores: Louis y Auguste Lumière, pero solo hasta 1931 surgieron las películas con sonido, gracias a un nuevo aparato sincronizador de sonido, inventado por los hermanos Rodríguez (Roberto y Joselito), que trabajaban en  Hollywood. Desde entonces, se han filmado películas que se volvieron muy populares y taquilleras en México. Para 1950, surgió la competencia del cine mexicano: la televisión, cuando varias cadenas se juntaron para formar el Telesistema Mexicano. Esto llevó al cine mexicano a buscar nuevas técnicas que aumentaran las ventas en taquilla, como lo fueron las  pantallas anchas, películas a color, sonido estereofónico e imágenes en tercera dimensión.
El cine mexicano, considerado un promotor fundamental de la identidad del mexicano, tuvo su Época de Oro entre las décadas de los años 1930 y los años 1950, cuando la producción cinematográfica en el país era la más poderosa de los países de habla hispana. De esta época destacan figuras como Dolores del Río, Pedro Armendáriz, María Félix, Pedro Infante, Luis Aguilar, Jorge Negrete, Mario Moreno «Cantinflas» y Germán Valdés «Tin Tan», entre otros, quienes filmaron prestigiosas y exitosas películas, tales como la trilogía conformada por Nosotros los pobres, Ustedes los ricos y Pepe El Toro y protagonizada por Infante, entre otras películas.

### Música

#### Ópera
En 1711 se estrena en Ciudad de México la ópera La Parténope con música de Manuel de Sumaya, maestro de la capilla catedralicia y, junto con Francisco López y Capillas y Juan Gutiérrez de Padilla, el más grande compositor barroco mexicano. La especial importancia de esta ópera es que es la primera compuesta en América del Norte y la primera ópera compuesta en el continente por un compositor del continente americano. Esta ópera da inicio a la fecunda y aún poco estudiada historia de la creación operística mexicana no interrumpida desde entonces durante trescientos años.
La ópera Guatemotzín de Aniceto Ortega es el primer intento consciente por incorporar elementos nativos a las características formales de la ópera. Dentro de la producción operística mexicana del siglo XIX sobresalen la ópera Agorante, rey de la Nubia de Miguel Meneses, estrenada durante las festividades conmemorativas por el cumpleaños del emperador Maximiliano I de México, las óperas Pirro de Aragón de Leonardo Canales, Keofar de Felipe Villanueva, y, ante todo, la producción operística de Melesio Morales, el compositor mexicano de óperas más importante del siglo XIX, cuyas obras tuvieron gran éxito entre el público de la Ciudad de México y que, aún, se llegaron a estrenar en Europa. En la primera mitad del siglo XX sobresalen en la creación operística mexicana Julián Carrillo y los compositores cercanos a él como Antonio Gomezanda, Juan León Mariscal, Julia Alonso, Sofía Cancino de Cuevas, José F. Vásquez, Arnulfo Miramontes, Rafael J. Tello, Francisco Camacho Vega, Efraín Pérez Cámara. Todos ellos han sido relegados por la historiografía musical oficial que tan solo reconoció la obra de los compositores nacionalistas.
Desde finales del siglo XX en México (y toda Latinoamérica) hay un creciente interés de los compositores por escribir ópera. Entre los compositores mexicanos de inicios del siglo XXI que sobresalen con sus óperas debe mencionarse a Federico Ibarra, Daniel Catán, Leandro Espinosa, Marcela Rodríguez, Víctor Rasgado, Javier Álvarez, Roberto Bañuelas, Luis Jaime Cortez, Julio Estrada, Gabriela Ortiz, Enrique González Medina, Manuel Henríquez Romero, Leopoldo Novoa, Hilda Paredes, Mario Stern, René Torres, Juan Trigos, Samuel Zyman, Mathias Hinke, Ricardo Zohn-Muldoon, Isaac Bañuelos, Gabriel de Dios Figueroa, Enrique González-Medina, José Carlos Ibáñez Olvera, Víctor Mendoza y Emmanuel Vázquez.

#### Música tradicional y popular

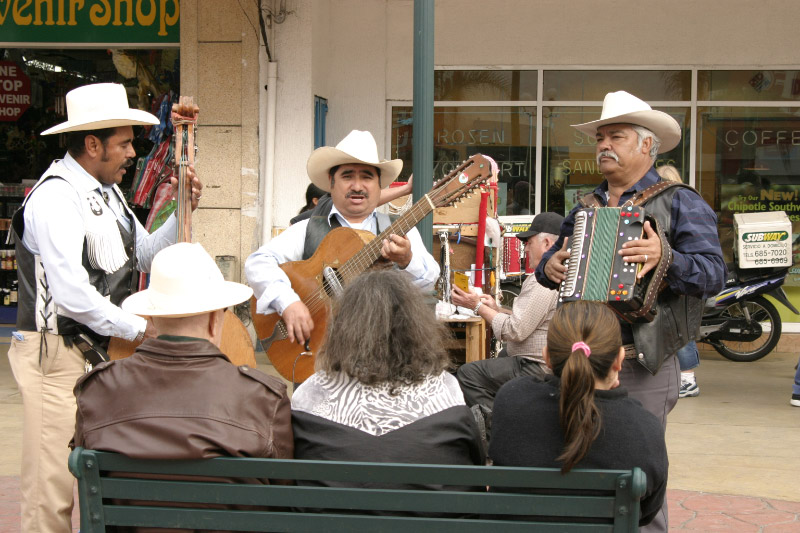
Un conjunto de música norteña

El género musical tradicional más difundido es el son (véase la página de desambiguación acerca del son en México) cuyas formas son muy variables según la región geográfica donde se cultiva. El son es de tradición campesina, pero permanece como símbolo de identidad cultural. También de orígenes rurales son la canción ranchera y el corrido. La canción ranchera y el son de mariachi, difundidos por el cine, son los géneros tradicionales mexicanos más conocidos en el país y el extranjero y han sido elevados de cierta manera a una especie de música nacional, aunque no son representativos de la cultura musical de todo el país. El mariachi tiene sus orígenes en el actual estado de Jalisco. La música norteña se interpreta con acordeón y en ocasiones también con teclados y, aunque originaria de los estados del norte, goza de gran aceptación en todo el país. También muy popular es la música de banda, en especial las de Sinaloa, Sonora y Durango.

#### Música popular
El rock en español tiene, desde la década de 1960 hasta la fecha, legiones de seguidores en las grandes ciudades, también hay corrientes de rock culturales llamadas "alternativas"(El Tri, Caifanes, Maldita Vecindad y los Hijos del Quinto Patio, Santa Sabina, Panteón Rococó, Café Tacuba, Maná; otros géneros muy difundidos son la balada y el bolero mismo que proveniente del Caribe entró a México a través de la península de Yucatán, hizo furor durante los años cuarenta y ha vuelto con un relativo auge.
Una música muy difundida por los medios de comunicación es la llamada música grupera, que está conformada por varios estilos musicales como banda, música norteña, balada y tropical.

#### Escena underground
En cuanto a la escena de rock underground o independiente, México cuenta con una amplia gama de expositores distribuidos a lo largo y ancho del territorio nacional, desde representantes en Ciudad Juárez como Lúnatic, Freeway o Nina Sofá, hasta la parte sur del territorio con bandas como Krayon y La Farola, de Yucatán, o Lumaltok, de Chiapas, quienes con su rock tsotsil han despertado la curiosidad de propios y extraños al interpretar sus temas en su lengua nativa. En la Ciudad de México existen diversas propuestas que van desde el grunge, con Aneurysma, hasta el metal melódico, con Mighty Thor, escenarios y expositores, donde destacan el Gato Calavera Bar & Foro, por su constante apoyo a la difusión de estas bandas.[cita requerida] Aunado al esfuerzo de jóvenes talentos, también se encuentra el apoyo por parte de inversionistas, quienes organizan eventos y festivales para dar difusión a estas jóvenes promesas del rock, como lo son: El rock nos une, Indi-O Fest, Amecameca Fest y Tlane Rock Fest, entre otros.[cita requerida]

### Danza

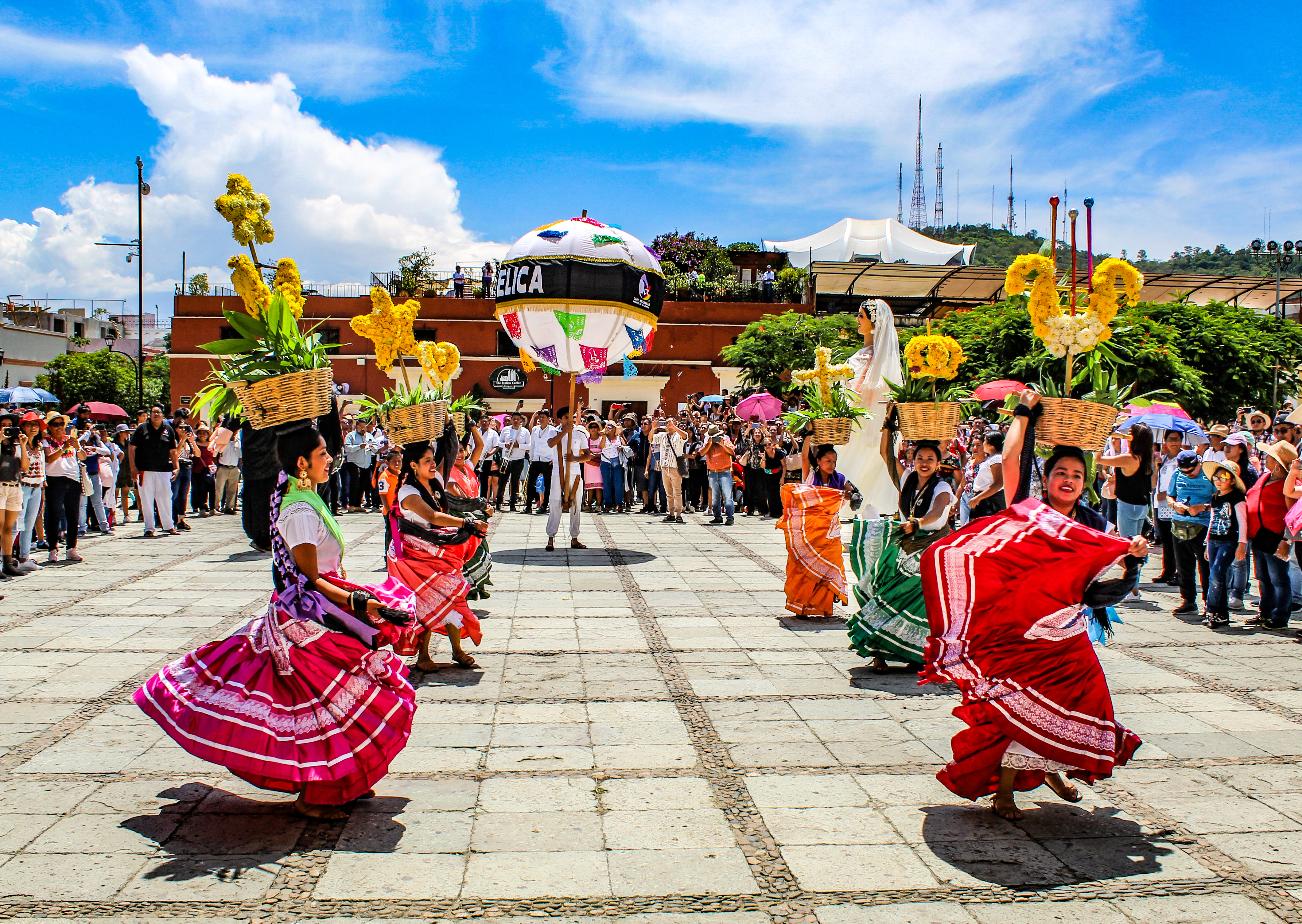
Calendas previas a la Guelaguetza

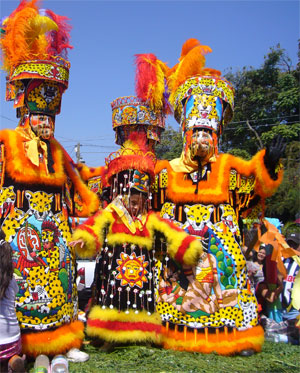
Comparsas y carnavales.

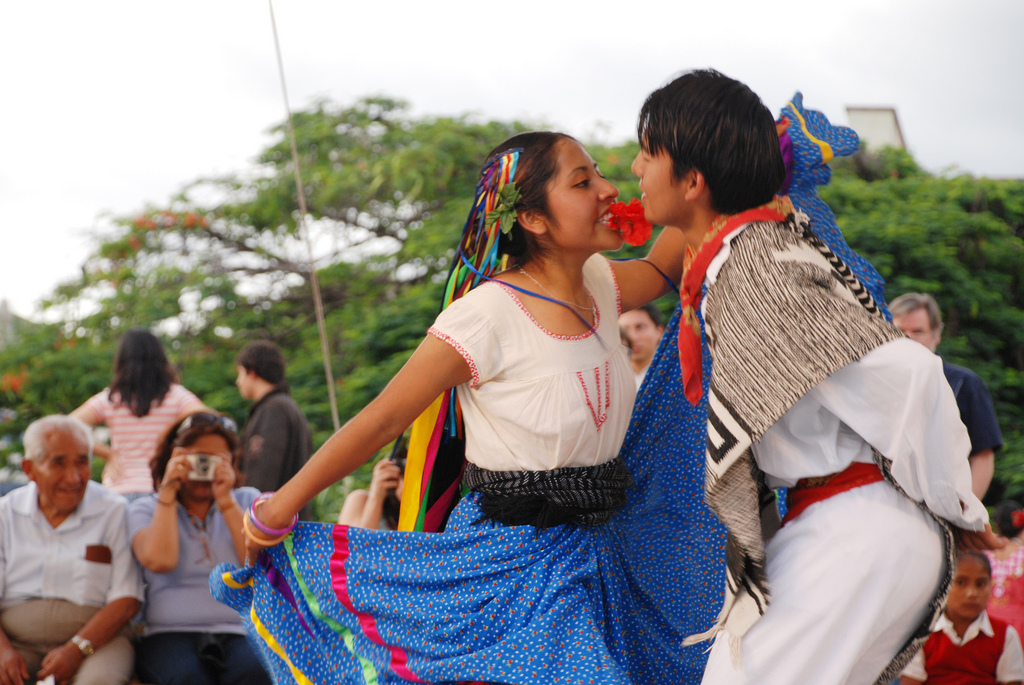
El jarabe mixteco.

La danza de los pueblos de México tiene un conocimiento sagrado hacia los fenómenos naturales, deidades, seres vivos y la cotidinidad de la vida. La música o el sonido de algún objeto acompañan el movimiento corporal del ser humano para expresar su sentir por el movimiento de su cuerpo.
La Guelaguetza es una celebración de origen oaxaqueña que se realiza los dos lunes posteriores al 16 de julio (también conocidos como "Los Lunes del Cerro"), donde se reúnen las 8 regiones de Oaxaca para mostrar sus bailes regionales. Se lleva a cabo en el Auditorio Guelaguetza, ubicado en la Ciudad de Oaxaca de Juárez. Es considerada como la mayor fiesta Folklórica del continente americano. 
La Danza del Venado es una danza celebrada por los indios yaquis y mayos de los estados mexicanos de Sonora y Sinaloa. Esta danza es una dramatización de la cacería del venado, héroe cultural de estos pueblos, por parte de los paskolas (cazadores).
Durante el virreinato los hacendados españoles y criollos realizaban magníficas fiestas para el Carnaval; a estas fiestas les estaba negado el acceso a los mestizos e indígenas. Durante las fiestas los más ricos hacían un alarde de riqueza utilizando ropas recargadas de adornos y telas.
A manera de sátira las castas segregadas comenzaron a realizar disfraces y celebraciones para parodiar a los blancos; para ello utilizaron máscaras rosadas con un mentón muy prominente (para no ser reconocidos), trajes a imitación de los suntuosos utilizados por los blancos con una exagerada ornamentación de espejos, cuentas y chaquiras así como sombreros cónicos. Entre las danzas más destacadas están la de los chinelos en Morelos, los parachicos en Chiapas y los carnavales de Tlaxcala.
Durante el virreinato el jarabe se fue propagado por buena parte del occidente, centro y sureste de México. La razón de que se haya impuesto este nombre tanto al baile como a la danza que lo acompaña es incierta. Se ha propuesto, por ejemplo, que se trate de una palabra de origen árabe con la que se designa felicidad o fiesta. También se ha planteado la posibilidad de que el nombre del género provenga de su carácter de mezcla de varios aires musicales en una sola pieza.
Los carnavales son otra herencia cultural europea con una sincretismo de hispanidad e indigenismo muy marcado, los carnavales fue la expresión popular de comparsas y música pagana para manifestar el sentimiento del pueblo antes de comenzar las celebraciones de la Semana Santa; así, se muestran las raíces prehispánicas en el Carnaval de Tenosique en Tabasco, la imagen del rostro español se muestra en las danzas virreinales y comparsas carnavalescas de chinelos en Morelos, huehues en Tlaxcala y de parachicos en Chiapas. Desde el año de 1849 se celebra el Carnaval de Chimalhuacán uno de los más antiguos del país. Otros carnavales mexicanos de gran importancia son: el Carnaval de Tlaxcala que destaca por sus elementos hispánicos e indígenas.
Otro ejemplo de estos carnavales, es el que se celebra en Tlaltenco (pueblo de la delegación Tláhuac en centro del país), en el que destacan los carros alegóricos y distintas comparsas como son: Sociedad Benito Juárez, Club Juvenil, San Francisco Tlaltenco, la independiente de Chupamaros y Guadalupanas, las cuales concluyen con la coronación de las reinas en la Plaza Centenario y posterior a este un baile popular.
De todos los jarabes mexicanos, el más conocido a nivel internacional quizá sea el jarabe tapatío, originario de Jalisco, y ejecutado por el conjunto denominado mariachi. Existen otros jarabes mexicanos como el jarabe michoacano, el jarabe guerrerense, el jarabe mixteco o el jarabe mazahua.
En el porfiriato llegan ritmos provenientes de Europa como las polkas y mazurcas bailadas en Polonia y la antigua Checoslovaquia que se adaptan al baile popular de los norteños de México, en la península de Baja California se bailan los chaveranes que provienen de Arkansas en los Estados Unidos. El vals que llegó de Austria y se propagó entre la sociedad mexicana de la época adquiriendo una identidad propia en este país.

### Fotografía
Al superarse la técnica del daguerrotipo, se tienen noticias de la utilización del papel en la fotografía en México desde 1851. Los precios bajan, la esfera privada deja de ser su espacio exclusivo. También se utiliza la fotografía como promoción política. A raíz de la muerte del presidente Benito Juárez, "la empresa Cruces y Campa comercializa una edición de veinte mil ejemplares de su retrato en formato tarjeta de visita". A principios del siglo XX, Jesús Hermenegildo Abitia fue fotógrafo de estudio y de exteriores, camarógrafo del cine documental y de ficción. Agustín Víctor Casasola fue un fotógrafo que logró establecerse como retratista por antonomasia de la clase gobernante: Porfirio Díaz, Francisco Villa, Huerta, entre otros. Las fotografías de Manuel Álvarez Bravo urgen en los rincones, logrando escudriñar lo que otros no logran detectar, mientras que el fotógrafo Nacho López fue capaz de trasladar a sus fotografías sus guiones e historias.
Otros representantes de la fotografía son Lola Álvarez Bravo, Edward Weston, Tina Modoti, Julián Carrillo, Gabriel Figueroa, Enrique Segarra, Aramando Salas Portugal, Mariana Yampolsky, Lázaro Blanco, Juan Rulfo, Pedro Valtierra, Pedro Meyer Enrique Bossterman, Enrique Segarra hijo, Gavilán, Markova, Fabritzio León, Emanuel Lubezky, Rodrigo Prieto, entre otros. El Museo Nacional de Fotografía está ubicado en la ciudad de Pachuca, Hidalgo. Cuenta con los primeros inventos y aparatos fotográficos del siglo XIX, así como las diversas técnicas y géneros desarrollados a lo largo de la historia fotográfica.

## Filosofía
Las etapas de la filosofía en México se subdividen en relación con la historia de México y las instituciones del Estado mexicano, de la siguiente forma: pensamiento precolombino, pensamiento virreinal, pensamiento del siglo XIX, Revolución mexicana y periodo de profesionalización de la filosofía (a partir de que la filosofía llega a las Universidades como disciplina de estudio profesional). Dentro de la filosofía en México existe un grupo de obras consideradas específicamente como filosofía mexicana, aquella que tomó por objeto de estudio la realidad social y política mexicana. Es dentro de este grupo donde aparecen muchos de los grandes filósofos mexicanos como son Leopoldo Zea, Luis Villoro, Octavio Paz, Emilio Uranga, Samuel Ramos y José Vasconcelos.

## Comida

Tacos de Carnitas, Carne Asada y al Pastor

La gastronomía de México se caracteriza por su gran variedad de platillos y recetas, así como por la complejidad de su elaboración como sus medicinas. Es reconocida por sus sabores distintivos y sofisticados con gran condimentación. Reúne tradiciones gastronómicas tanto mesoamericanas como europeas, entre muchas otras. La cocina mexicana no es ajena a las cocinas: española, cubana, africana, del Oriente Medio y asiática, por mencionar algunas.
México es muy famoso por su gastronomía, reconocida internacionalmente, ya que la UNESCO lo considera patrimonio cultural inmaterial de la Humanidad, debido a los inigualables  aromas y sabores de la cocina tradicional. Sus recetas con chiles son su sello distintivo, gran variedad de chiles se utilizan en el mole y en las salsas mexicanas. Una de las razones para amar la gastronomía de México es el rico pozole y las tostadas que son ya una tradición para celebrar las fiestas patrias, también podemos saborear los exquisitos tacos en sus diferentes variedades, como lo son los de suadero, dorados canasta, carnitas, también las enchiladas verdes rojas y de mole, chiles rellenos, guacamole, tamales y cochinita pibil, por estas razones vale la pena disfrutar una rica comida mexicana.
En el México prehispánico, se criaban guajolotes y xoloitzcuintles, además de cazar todo tipo de animales, incluyendo insectos y larvas como los escamoles, jubiles, chinicuiles y chapuzones que formaban parte de la dieta regular. De todas las técnicas usadas para la preparación de los alimentos, destaca la nixtamalización del maíz, proceso que aglutina los almidones de los granos y permite convertirlos en masa. Era común también, cocinar los alimentos con vapor utilizando un horno de tierra, de ahí la preparación de los famosos tamales. También se utilizaba este sistema para la preparación de la barbacoa y del zacahuil.

## Televisión
La televisión es el principal medio de entretenimiento de la mayoría de la población de México y su fuerza ha desplazado a todas las otras manifestaciones culturales, como el cine y el teatro. Dos grandes empresas dominan el mercado televisivo: Televisa, la fundadora de la televisión en México, y TV Azteca, beneficiaria de la privatización de la empresa parestatal de televisión nacional.
Las telenovelas acaparan la atención de millones de personas en todo el país y de ellas han salido catapultadas a la fama estrellas como Verónica Castro, Lucía Méndez, Victoria Ruffo, Salma Hayek, Leticia Calderón, Edith González, Fernando Colunga, Diego Luna, Lucero, Adela Noriega y Thalía. Protagonistas de dramas de gran éxito y que han reemplazado en cierto modo a las grandes estrellas de cine. Aunque principalmente enfocadas al romance, las telenovelas han incursionado también exitosamente en los géneros juvenil e infantil y recientemente en temas políticos y cómicos.
Las series de televisión mexicanas han sido de muy poca relevancia y su producción es bastante escasa. En su lugar se prefieren las series estadounidenses.
De la televisión también han salido famosos personajes cómicos. Entre el público infantil y familiar son destacables Cachirulo, Chespirito, Cantinflas, La India María, Los Polivoces, Chabelo, Cepillín, Ramiro Gamboa, Andrés Bustamante y Anabel Ferreira. En humor para adultos Víctor Trujillo, Héctor Suárez, el Manuel "El Loco" Valdés, Eugenio Derbez y Adal Ramones.
Los programas deportivos se concentran en la difusión de la liga de fútbol o de los campeonatos mundiales de ese deporte, mientras que otros deportes son ignorados casi por completo. Cada dos años, las dos televisoras principales invierten grandes sumas monetarias en la producción de programas especiales que difunden los Juegos Olímpicos o el Mundial de Fútbol. Este formato de programa, originalmente introducido en México por el periodista José Ramón Fernández en lo que actualmente es ESPN (televisión "cerrada"), se ha extendido a Televisa y es un ejemplo de derroche de recursos y de encarnizada lucha por acaparar el rating, solo comparable a las telenovelas.
Además de las telenovelas, la televisión comercial ha sido invadida en la última década por programas que forman parte de la prensa del corazón y por programas de revista ligeros y abundantes en anuncios comerciales. Los talk shows sensacionalistas, tan exitosos a finales de los años noventa, han perdido terreno por considerarse ofensivos para ciertos sectores. A principios de la década de 2000, adquirieron gran fama los reality shows, en especial La Academia (una versión de la española Operación Triunfo) y Big Brother, misma que se ha ido apagando.
La televisión cultural y de espectáculos se haya muy restringida en las dos televisoras principales y se concentra en dos importantes canales educativos: Canal 11, del Instituto Politécnico Nacional y el Canal 22, dependiente del Consejo Nacional para la Cultura y las Artes (Conaculta). Los canales de televisión local, subsidiados por los gobiernos de los estados, cuentan también con espacios culturales que fomentan la identidad de cada estado.
El teatro México tuvo una participación muy importante desde el siglo XIX y el siglo XX ; y destacadísimas actrices y actores de la talla de María Tereza Montoya, María Conesa, Virginia Fábregas, Dolores Beristain, así como actores de la talla de Fernando Soler, Manolo Fábregas, Ignacio López Tarso,.Que le dieron a México gloria y su época dorada del teatro.
Los programas infantiles desde siempre han sido dominados por series de dibujos animados estadounidenses y a partir de la década de los 70 por series de animación japonesas (Animé). En años recientes, Canal 11 ha iniciado programas que tratan de iniciar a los niños en la ciencia y la cultura.